# Nason
Nason – miasto w Stanach Zjednoczonych, w stanie Illinois, w hrabstwie Jefferson.